# Cambala ochra
Cambala ochra är en mångfotingart som beskrevs av Ottis Robert Causey 1953. Cambala ochra ingår i släktet Cambala och familjen Cambalidae. Inga underarter finns listade i Catalogue of Life.